# Miner 2049er
Miner 2049er est un jeu vidéo sorti en 1983 sur ColecoVision et Commodore 64 puis réédité en 1992 sur Game Boy. Il s'agit d'un jeu de plates-formes développé par Big 5 Software (en) puis édité tour à tour par Micro Fun, Reston Software et Mindscape.

## Système de jeu
Le joueur contrôle Bounty Bob, un personnage qui explore les profondeurs d'une mine souterraine dans un futur radioactif. Il peut gratter le sol en marchant et doit esquiver ou écraser les monstres irradiés qui le côtoient. Les niveaux sont formés de poutres, d’échelles, de plates-formes coulissantes et de téléporteurs. Le joueur doit gratter chaque bout de sol pour atteindre le niveau suivant. Le jeu en compte dix ou onze selon la version.

## Accueil
Dans son numéro 6 de janvier-février 1983, le magazine français Tilt chronique la version pour Atari 400 et lui attribue les notes de 4/6 pour l'intérêt, 4/6 pour le graphisme et 4/6 pour le bruitage, en indiquant : 

« En attendant Donkey Kong (pour septembre) et Jump man, les amateurs d'échelles et de grimpettes en tout genre que n'aurait pas satisfait Canyon climber ou Apple panic devraient trouver avec Miner 2049 pour atari 400 le nouveau hit du jeu d'escalade. »

## Postérité
Une suite de Miner 2049er est sortie en 1984 sous le nom de Bounty Bob Strikes Back!.